# Magnesiumoxide
Magnesiumoxide komt voor als het mineraal magnesiet en periklaas. De chemische brutoformule is MgO.
Magnesiumoxide is een wit poeder, dat onoplosbaar is in water. Als kristal is het kleurloos.

## Synthese
Magnesiumoxide ontstaat bij het verbranden van magnesium: 
{\displaystyle {\ce {2 Mg + O2 -> 2 MgO}}}
Het kan gewonnen worden uit zeewater door het verhitten van een magnesiumverbinding, zoals magnesiumhydroxide of magnesiumcarbonaat.

## Toepassingen
Magnesiumoxide wordt ingezet als vulstof in papier. Ook wordt het ingezet bij de productie van celstof, als kunstmest, als additief voor diervoeding, voor waterzuivering, als uitgangsstof voor chemische reacties, bij de zuivering van suiker, in rubber en kunststof, en bij de productie van glas.
Het kan tevens ingezet worden als katalysator. Voor de bereiding van coatings vindt het toepassing als verdikkingsmiddel en dispergeermiddel.
Magnesiumoxide reageert vrij makkelijk met zuren en water en vormt daarbij zouten en magnesiumhydroxide. Dit proces vindt bij inname van magnesiumoxide via voeding in de maag plaats door het daar aanwezige zoutzuur. Opname van magnesiumoxide of magnesiumzouten via de huid is niet wetenschappelijk bewezen.
Magnesiumoxide wordt in de geneeskunde onder meer gebruikt als laxeermiddel en bij brandend maagzuur.